# Kinyabakecuru
Kinyabakecuru är ett vattendrag i Burundi.   Det ligger i provinsen Ruyigi, i den centrala delen av landet, 100 kilometer öster om huvudstaden Bujumbura.
Omgivningarna runt Kinyabakecuru är en mosaik av jordbruksmark och naturlig växtlighet. Runt Kinyabakecuru är det ganska tätbefolkat, med 160 invånare per kvadratkilometer.